# Liste der Präsidenten von Dschibuti

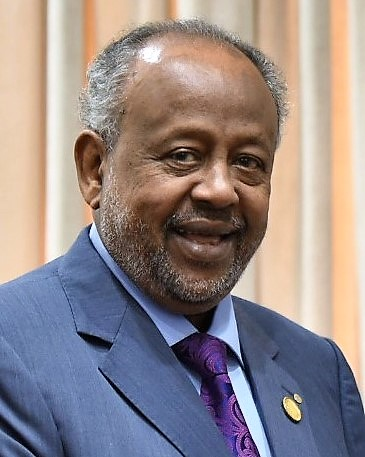
Ismail Omar Guelleh, derzeitiger Präsident von Dschibuti

Dies ist eine Liste der Präsidenten von Dschibuti seit der Unabhängigkeit am 27. Juni 1977.

## Liste der Amtsinhaber
| Nr. | Bild                         | Name (Lebensdaten)                     | Amtszeit      | Amtszeit    | Partei |
| Nr. | Bild                         | Name (Lebensdaten)                     | Beginn        | Ende        | Partei |
| --- | ---------------------------- | -------------------------------------- | ------------- | ----------- | ------ |
| 1.  | Hassan Gouled Aptidon (1977) | Hassan Gouled Aptidon (* 1916; † 2006) | 27. Juni 1977 | 8. Mai 1999 | RPP    |
| 2.  | Ismail Omar Guelleh (2018)   | Ismail Omar Guelleh (* 1947)           | 8. Mai 1999   | amtierend   | RPP    |